# Посёлок дома отдыха «Покровское»
Посёлок дома отдыха «Покровское» — посёлок сельского типа в Одинцовском районе Московской области, в составе сельского поселения Часцовское. Население — 249 чел. (2010). До 2006 года посёлок входил в состав Часцовского сельского округа. По переписи 1989 года в поселке дома отдыха «Покровское» имелось 108 хозяйств и 290 жителей.
Посёлок расположен на юго-западе района, на правом берегу реки Островня, к северу от села Покровское, примерно в 13 км на северо-запад от Голицыно, высота центра над уровнем моря 199 м.

## Население
| 1989 | 2002 | 2006 | 2010 |
| ---- | ---- | ---- | ---- |
| 290  | ↘273 | →273 | ↘249 |